# Cougars de Prince George
Les Cougars de Prince George sont une franchise de hockey sur glace junior-majeur du Canada localisé à Prince George en Colombie-Britannique et évoluant au sein de la Ligue de hockey de l'Ouest.

## Histoire
Les Cougars sont fondés en 1971 sous le nom de Cougars de Victoria et ils déménagent en 1994 à Prince George.